# Rouffignac
Rouffignac é uma comuna francesa na região administrativa da Nova Aquitânia, no departamento de Charente-Maritime. Estende-se por uma área de 14,62 km². Em 2010 a comuna tinha 429 habitantes (densidade: 29,3 hab./km²).